# Partit Revolucionari del Poble de Mongòlia Interior

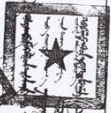
Segell del Partit Revolucionari del Poble de Mongòlia Interior.

El Partit Revolucionari del Poble de Mongòlia Interior (mongol: Дотоод Монголын Ардын Хувьсгалын Нам, Dotoγadu Mongγol-un Arad-un Qubisqal-un Nam) va ser un partit polític independentista i socialista de Mongòlia Interior.
El partit va ser fundat per una sèrie de joves mongols interiors políticament actius, inclosos Merse i Serengdongrub, a Kalgan a l'octubre de 1925. Merse, que tenia contactes amb el Partit Revolucionari Popular Mongol i la Comintern, es va convertir en el secretari general del partit. Altres assistents a la reunió inaugural van ser Altanochir, Fumintai i Sainbayar.
El partit defensava l'autodeterminació i el socialisme de Mongòlia, l'abolició del feudalisme i la influència de la jerarquia religiosa. El partit estava aliat amb el Partit Comunista Xinès. Es va dissoldre el 1946.